# ZOOMANITY
『ZOOMANITY』（ズーマニティ）は、a flood of circleの3枚目のアルバム。

## 概要
- 前作『PARADOX PARADE』から約10か月という短いスパンで制作されたアルバム[1]。
- タイトルは"ZOO"（動物園）と"HUMANITY"（人間性）を掛け合わせた造語[2]。
- 「コインランドリー・ブルース」の冒頭には、ベースの石井康崇がスタジオ近くにあるコインランドリーで録ってきた音が入っている[2]。
- ドラムの渡邉が「Silent Noise=Avante-gard Punk」の作曲、および「最後の晩餐」では詞曲共に佐々木との共作としてクレジットされている。
- オリジナル・メンバーの石井が在籍した最後のアルバム。全国ツアーが始まる直前、佐々木に電話で脱退を申し入れ、ツアーファイナルをもって脱退した[3]。

## 収録曲
1. Open The Gate -session #4- - 01:39
2. 百鬼夜行  - 04:00
3. フェルディナン・グリフォン・サーカス  - 03:53
4. Silent Noise=Avante-gard Punk  - 03:53
5. Black Magic Fun Club - 04:37
6. Chameleon Baby - 03:50
7. Human License - 04:10
8. ロストワールド・エレジー - 03:35
9. コインランドリー・ブルース  - 05:27
10. 最後の晩餐 - 03:47
11. (Don’t) Close The Gate -session #5- - 01:45

### 初回限定盤DVD
1. Human License -Music Clip  -
2. フェルディナン・グリフォン・サーカス -Live Clip  -
3. Forest Walker -Live Video  -
4. Human License -Live Video -
5. Ghost -Paradox Movie  -
6. 博士の異常な愛情 -Paradox Movie -